# Stéphane Glas
Stéphane Glas (Bourgoin-Jallieu, 12 novembre 1973) è un ex rugbista a 15 e allenatore di rugby a 15 francese, tre quarti centro, ritiratosi nel 2009 e ora tecnico dei trequarti del Grenoble.

## Biografia
Nativo di Bourgoin-Jallieu, fin dall'età di 8 anni militò nelle giovanili del locale club, con il quale esordì in campionato e divenne professionista; con esso vinse un'European Challenge Cup e divenne internazionale per la Francia: il suo primo incontro con la Nazionale è del 1996, nel corso del Cinque Nazioni, torneo che disputò, anche con la nuova denominazione di Sei Nazioni, fino al 2001, con la sola eccezione del 1999, vincendolo due volte, una delle quali con il Grande Slam.
Prese anche parte alla Coppa del Mondo di rugby 1999 in Galles, nella quale la Francia arrivò fino alla finale, poi persa contro l'Australia.
Dal 2003 al 2009 Glas militò nei parigini dello Stade français, con il quale vinse tre titoli di campione di Francia; il ritiro giunse alla fine della stagione 2008-09.

## Palmarès
- Campionati francesi: 3
Stade français: 2002-03, 2003-04, 2006-07
- Challenge Cup: 1
Bourgoin-Jallieu: 1996-97